# П'єр Мартен
П'єр-Емі́ль Марте́н (фр. Pierre-Émile Martin; 18 серпня 1824, Бурж, Франція, — 25(?) травня 1915, Фуршамбо, Франція) — французький металург.
Після закінчення Гірничої школи працював на металургійному заводі свого батька в місті Фуршамбо. У 1854—1883 роках був директором металургійного заводу в Сірей. У 1864 році запропонував спосіб отримання литої сталі в регенеративних полуменевих печах, які отримали назву мартенівських. Мартенівський процес широко використовували у металургії з 1870-х років до кінця ХХ століття.